# はまなす賞 (ばんえい競馬)
はまなす賞（はまなすしょう）は、帯広市が帯広競馬場で施行するばんえい競馬の重賞競走である。

## 概要
4・5歳（現：3・4歳）馬による重賞として、1989年に創設。現在のばんえいグレードはBG3に格付けされている。
2005年に一旦3歳限定の特別競走へ格下げされ、2008年からは特別競走のままながら3・4歳馬による競走に戻され、2010年より重賞に再び格上げされた。なお、回次は特別競走としての施行時も含めて通算している。特別競走として施行していた当時の優勝馬には、カネサブラックやキタノタイショウなどがいる。
2007年から2009年は太平洋興発が優勝杯を提供し、「太平洋興発杯 はまなす賞」と表記された。2011年は十勝毎日新聞社が優勝杯を提供し、「勝毎杯 はまなす賞」と表記された。
3歳馬と4歳馬にはそれぞれに重賞路線が用意されているが、3・4歳馬が直接対戦する重賞は本競走とポプラ賞のみである。ただし、当時のポプラ賞はファン投票で出走馬を選出していたため、通算収得賞金で出走馬を選定する本競走が3・4歳世代のチャンピオン決定戦に位置づけられていた。
4市開催時は主に岩見沢競馬場で施行されたが、2007年以降は帯広競馬場で施行している。

## 競走条件・賞金（2024年）
出走条件
ばんえい3・4歳オープン
以下のトライアル競走における1着馬に優先出走権が与えられる。
| 競走名         | 格付 | 競走条件    |
| -------------- | ---- | ----------- |
| ばんえい大賞典 | BG3  | 3歳オープン |
| 柏林賞         | BG3  | 4歳オープン |

その他の馬は、3歳馬・4歳馬のカテゴリーごとに通算収得賞金上位4頭馬。
負担重量
別定4。3歳オープン700kg、4歳オープン710kgで、一重量格毎に10kg加減。
賞金額
1着180万円、2着68万4000円、3着39万6000円、4着21万6000円、5着14万4000円。

## 歴代優勝馬
- 優勝馬の馬齢は2000年まで旧表記、2001年以降は現表記。
- 第17回から第21回は特別競走として施行。

| 回数   | 施行日        | 開催地 | 天候 | 馬場 水分 | 優勝馬             | 性齢 | ばんえい 重量 | タイム | 優勝騎手   | 管理調教師 |
| ------ | ------------- | ------ | ---- | --------- | ------------------ | ---- | ------------- | ------ | ---------- | ---------- |
| 第1回  | 1989年7月2日  | 北見   | 晴   | 2.4%      | キンシヤドー       | 牡5  | 760           | 2:30.6 | 金山明彦   | 尾ヶ瀬富雄 |
| 第2回  | 1990年7月8日  | 帯広   | 曇   | 0.9%      | マルゼンバージ     | 牡5  | 750           | 2:51.5 | 金山明彦   | 岡田定一   |
| 第3回  | 1991年6月30日 | 岩見沢 | 曇   | 0.6%      | ダイヤテンリユウ   | 牡5  | 750           | 2:21.2 | 久田守     | 松井浩文   |
| 第4回  | 1992年6月28日 | 岩見沢 | 晴   | 0.4%      | キクコトブキ       | 牝5  | 710           | 2:36.6 | 岩本利春   | 服部義幸   |
| 第5回  | 1993年8月8日  | 岩見沢 | 晴   | 0.3%      | コーネルトップ     | 牡4  | 740           | 2:19.4 | 大河原和雄 | 三浦孝幸   |
| 第6回  | 1994年8月14日 | 岩見沢 | 曇   | 5.3%      | コーネルトップ     | 牡5  | 750           | 2:07.1 | 大河原和雄 | 三浦孝幸   |
| 第7回  | 1995年8月13日 | 岩見沢 | 曇   | 3.1%      | シャトルシンザン   | 牡4  | 720           | 2:09.0 | 久田守     | 前原芳郎   |
| 第8回  | 1996年8月16日 | 岩見沢 | 曇   | 3.7%      | ダイリュウミノル   | 牡4  | 690           | 2:05.2 | 千葉均     | 服部義幸   |
| 第9回  | 1997年8月10日 | 岩見沢 | 曇   | 2.5%      | マルゼンタイコー   | 牡5  | 720           | 2:06.9 | 金山明彦   | 岡田定一   |
| 第10回 | 1998年8月16日 | 岩見沢 | 雨   | 6.1%      | ジェットタイガー   | 牡5  | 730           | 1:54.6 | 岩本利春   | 三浦孝幸   |
| 第11回 | 1999年8月16日 | 岩見沢 | 晴   | 0.2%      | ハイトップレディ   | 牝5  | 720           | 2:28.3 | 尾ヶ瀬馨   | 尾ヶ瀬富雄 |
| 第12回 | 2000年8月15日 | 岩見沢 | 曇   | 4.1%      | シンエイキンカイ   | 牡4  | 690           | 1:57.6 | 安部憲二   | 水上勲     |
| 第13回 | 2001年8月16日 | 岩見沢 | 晴   | 0.1%      | ミサキスーパー     | 牡4  | 720           | 2:49.2 | 鈴木勝提   | 鈴木邦哉   |
| 第14回 | 2002年8月16日 | 岩見沢 | 曇   | 0.3%      | ヴィクトリーベガ   | 牡4  | 710           | 2:33.0 | 松田道明   | 久田守     |
| 第15回 | 2003年8月16日 | 岩見沢 | 晴   | 0.2%      | ヒーロクイーン     | 牝3  | 670           | 2:22.2 | 藤本匠     | 大友栄人   |
| 第16回 | 2004年8月14日 | 岩見沢 | 曇   | 0.3%      | サダエリコ         | 牝4  | 700           | 2:00.3 | 藤野俊一   | 金山明彦   |
| 第17回 | 2005年8月21日 | 岩見沢 | 曇   | 2.9%      | カネサブラック     | 牡3  | 610           | 1:30:1 | 大河原和雄 | 服部義幸   |
| 第18回 | 2006年8月20日 | 岩見沢 | 曇   | 0.4%      | ニシキユウ         | 牝3  | 590           | 1:59:9 | 安部憲二   | 大友栄人   |
| 第19回 | 2007年8月19日 | 帯広   | 晴   | 2.3%      | ミサキスペシャル   | 牡3  | 630           | 2:05:7 | 鈴木勝堤   | 鈴木邦哉   |
| 第20回 | 2008年8月24日 | 帯広   | 曇   | 4.6%      | ペガサスプリティー | 牝4  | 660           | 1:58:5 | 入澤和也   | 山田勇作   |
| 第21回 | 2009年8月15日 | 帯広   | 晴   | 4.3%      | キタノタイショウ   | 牡3  | 670           | 2:09:8 | 大河原和雄 | 服部義幸   |
| 第22回 | 2010年7月25日 | 帯広   | 曇   | 2.9%      | アアモンドヤマト   | 牡4  | 690           | 1:43.9 | 藤本匠     | 小林長吉   |
| 第23回 | 2011年8月7日  | 帯広   | 晴   | 2.1%      | ツジノコウフクヒメ | 牝4  | 660           | 1:51.3 | 阿部武臣   | 久田守     |
| 第24回 | 2012年7月29日 | 帯広   | 曇   | 0.6%      | オイドン           | 牡4  | 720           | 1:54.2 | 安部憲二   | 鈴木邦哉   |
| 第25回 | 2013年7月28日 | 帯広   | 小雨 | 2.3%      | ホクショウユウキ   | 牡4  | 690           | 1:46.4 | 鈴木恵介   | 岡田定一   |
| 第26回 | 2014年7月27日 | 帯広   | 雨   | 4.8%      | コウシュハウンカイ | 牡4  | 710           | 1:39.8 | 藤本匠     | 大友栄人   |
| 第27回 | 2015年8月30日 | 帯広   | 晴   | 1.3%      | コウリキ           | 牡3  | 670           | 2:16.7 | 西謙一     | 久田守     |
| 第28回 | 2016年8月28日 | 帯広   | 小雨 | 2.6%      | バウンティハンター | 牡4  | 680           | 1:39.2 | 阿部武臣   | 金田勇     |
| 第29回 | 2017年8月27日 | 帯広   | 晴   | 1.2%      | ミノルシャープ     | 牡3  | 670           | 1:50.4 | 阿部武臣   | 大友栄人   |
| 第30回 | 2018年8月26日 | 帯広   | 晴   | 1.8%      | マツカゼウンカイ   | 牡4  | 700           | 1:46.5 | 藤本匠     | 松井浩文   |
| 第31回 | 2019年9月1日  | 帯広   | 晴   | 1.5%      | キタノユウジロウ   | 牡4  | 700           | 1:50.5 | 松田道明   | 村上慎一   |
| 第32回 | 2020年8月30日 | 帯広   | 小雨 | 2.1%      | ゴールドハンター   | 牡3  | 660           | 1:31.8 | 島津新     | 金田勇     |
| 第33回 | 2021年8月29日 | 帯広   | 晴   | 1.8%      | カイセドクター     | 牡4  | 700           | 1:48.1 | 阿部武臣   | 坂本東一   |
| 第34回 | 2022年8月28日 | 帯広   | 晴   | 1.9%      | クリスタルコルド   | 牡3  | 680           | 1:30.3 | 西謙一     | 西弘美     |
| 第35回 | 2023年8月27日 | 帯広   | 曇   | 1.0%      | ヘッチャラ         | 牡4  | 710           | 1:41.9 | 菊池一樹   | 鈴木邦哉   |
| 第36回 | 2024年8月25日 | 帯広   | 曇   | 1.7%      | タカラキングダム   | 牡4  | 710           | 1:53.7 | 金田利貴   | 村上慎一   |

### 各回競走結果の出典
- はまなす賞 歴代優勝馬（第1回から第16回、第22回以降） - 地方競馬全国協会
- netkeiba.comより（第17回から第21回：2014年6月22日閲覧）
  - 2005年、2006年、2007年、2008年、2009年